# Dreifaltigkeitskathedrale (Sankt Petersburg)

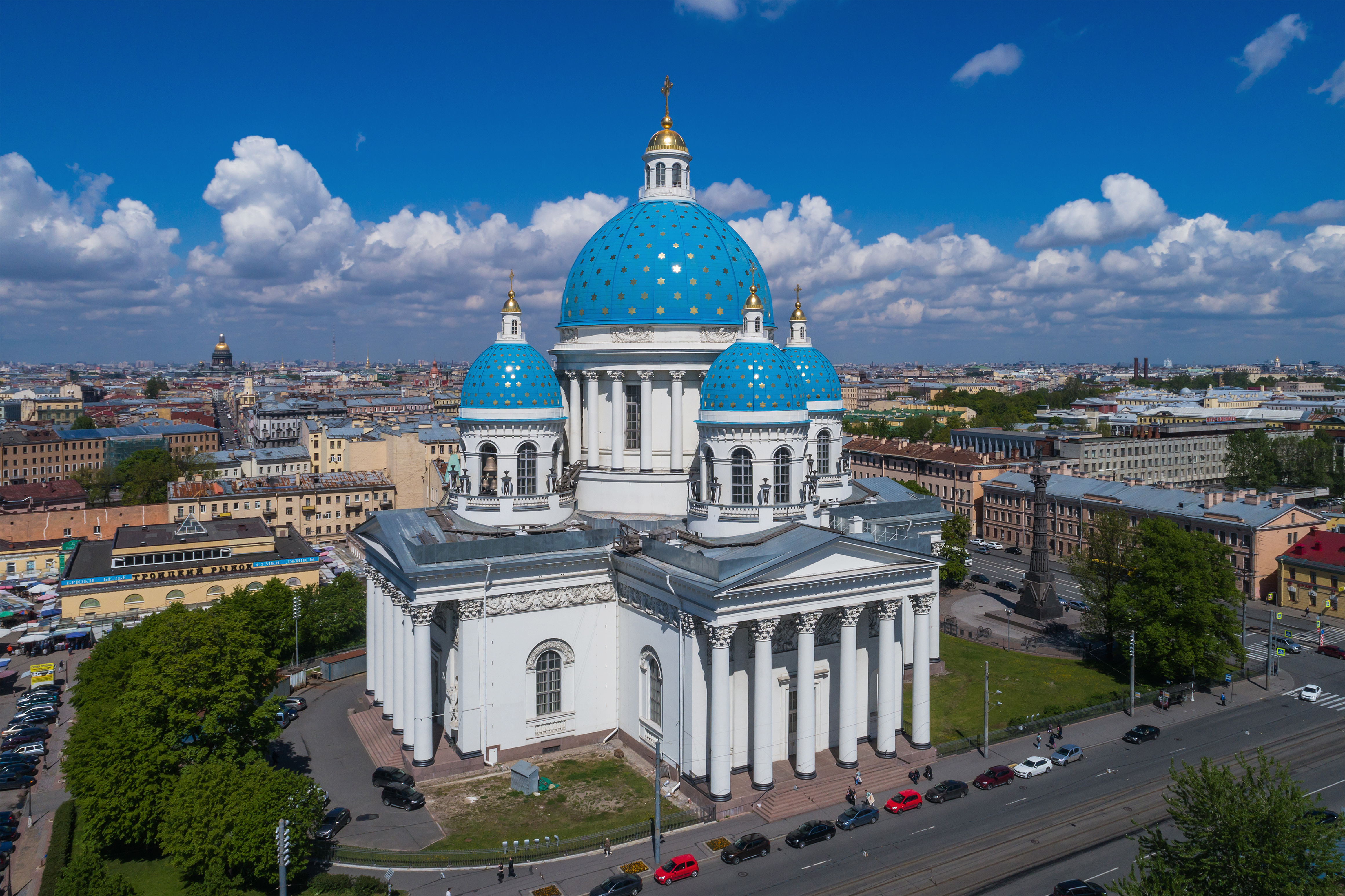
Nach der russischen Tradition hatte jedes kaiserliche Regiment seine eigene Kathedrale.

Die Dreifaltigkeitskathedrale, auch Ismailowskij-Kathedrale genannt, (russisch Троицкий собор, Troitski sobor, Троице-Измайловский, Troize-Ismailowskij sobor) ist eine russisch-orthodoxe Kathedrale im Zentrum von Sankt Petersburg und gehört zu den markantesten Bauwerken der Stadt. Sie wurde als Garnisonskirche für das Ismailowskij-Regiment errichtet.

## Geschichte
Der im spätklassizistischen Stil von 1828 bis 1835 nach Plänen des Architekten Wassili Petrowitsch Stassow (1769–1848) auf dem Grundriss eines griechischen Kreuzes erbaute Zentralbau wird von einer mittigen großen Kuppel und vier kleineren Nebenkuppeln gekrönt. Die Kuppeln zeichnen sich durch ihre ungewöhnliche blaue Farbgebung aus und sind mit goldenen Sternen besetzt. Kuppelanordnung und Grundriss entsprechen der altrussischen Tradition, die Portiken an den Kreuzarmfassaden dem aus Westeuropa importierten Klassizismus.

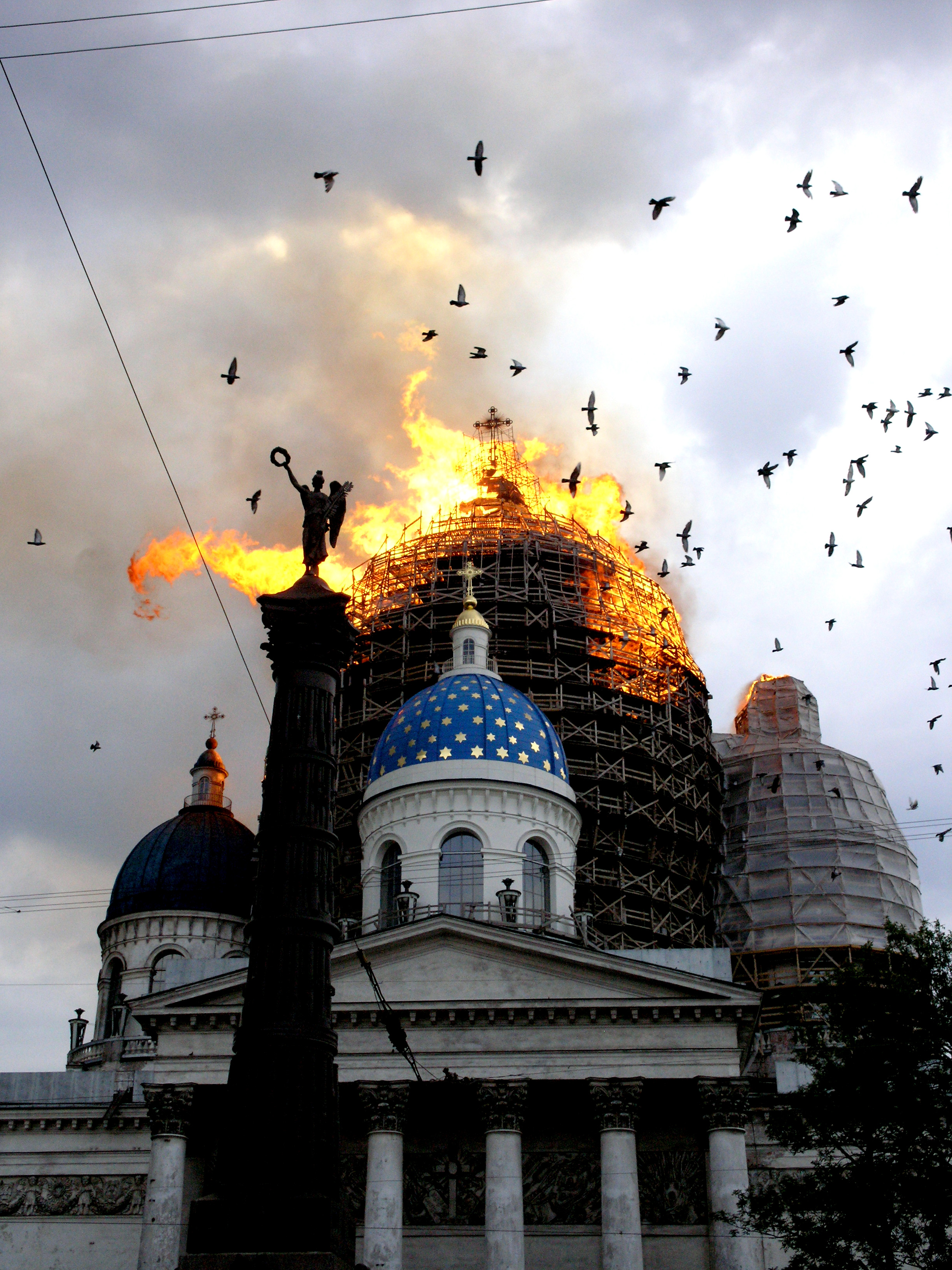
Brennende Kuppel am 25. August 2006

Infolge der Russischen Revolution wurde 1922 ein Großteil der Kirchenschätze geplündert und die Kirche im Jahr 1938 endgültig geschlossen. Sie diente daraufhin als Lagerhaus des Postministeriums und wurde erst 1990 der russisch-orthodoxen Kirche zurückgegeben.

## Feuer während der Restaurierung (2006)
2004 begannen Restaurierungsarbeiten, um den vorrevolutionären Zustand der Kirche wiederherzustellen. Dabei entstand am 25. August 2006 auf einem Baugerüst, welches die Hauptkuppel umgab, ein Großbrand, durch den die Hauptkuppel, eine der größten und bedeutendsten Holzkuppeln Europas, und eine der Nebenkuppeln einstürzten. Die drei anderen Nebenkuppeln wurden durch das Feuer beschädigt. Alle Kirchenschätze konnten jedoch, auch dank dem Einsatz von Passanten, in Sicherheit gebracht werden. Der Schaden belief sich dennoch auf mehrere Millionen Euro. Ende 2007 waren die Brandschäden beseitigt. Weitere Arbeiten wurden noch 2008 und 2009 durchgeführt, 2010 wurde die Kirche wieder eröffnet.

## Galerie

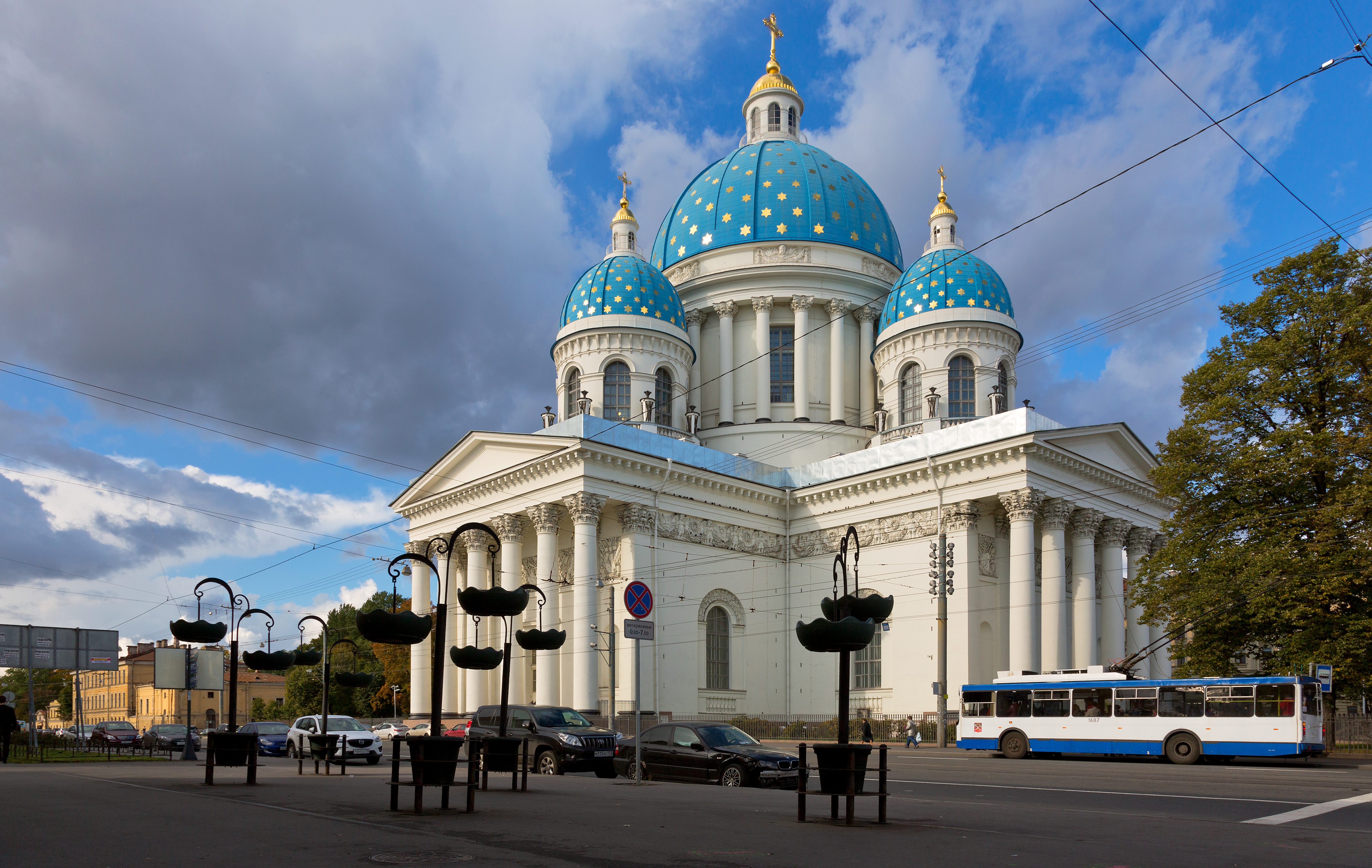
Hauptfassade
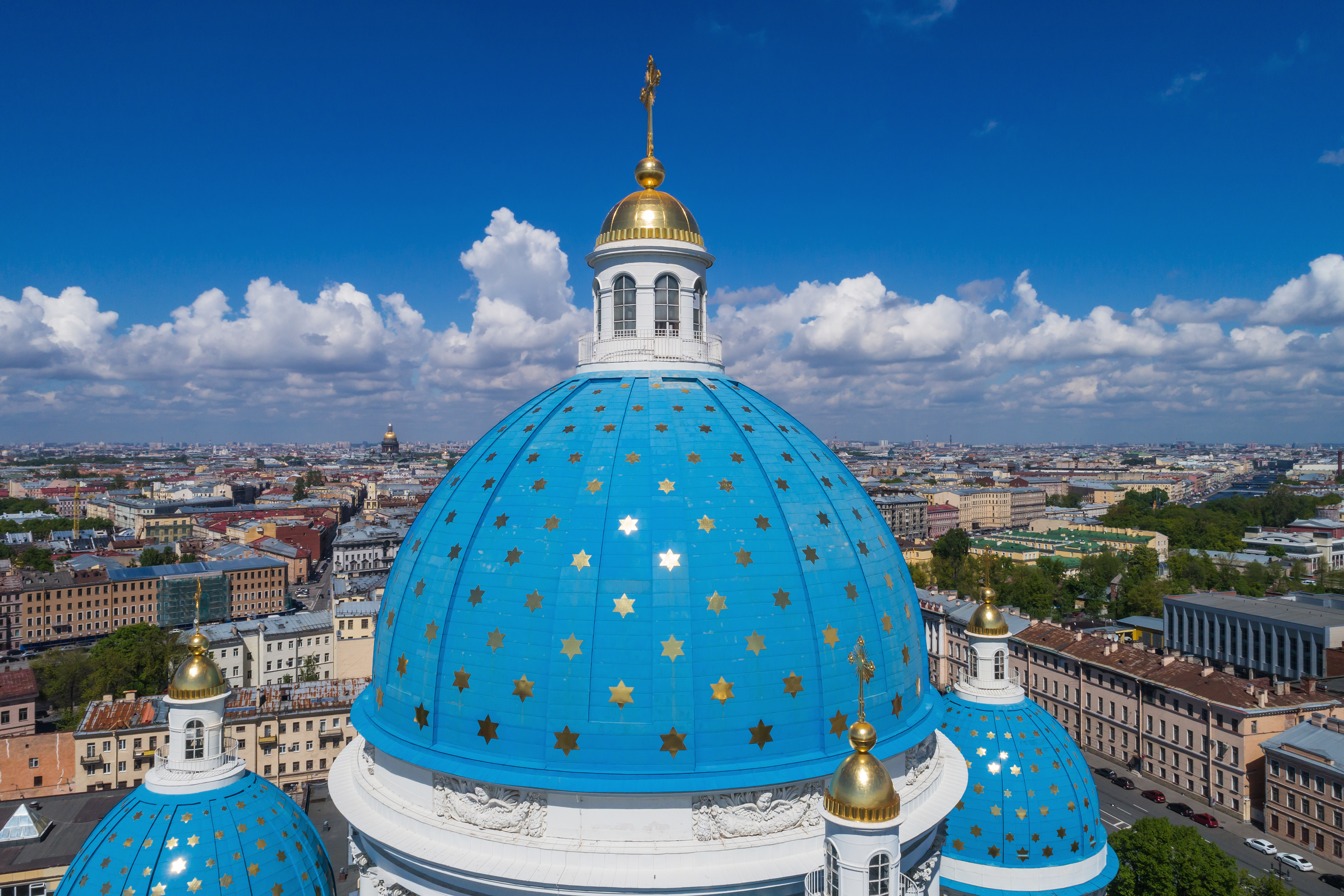
Zentrale Kuppel
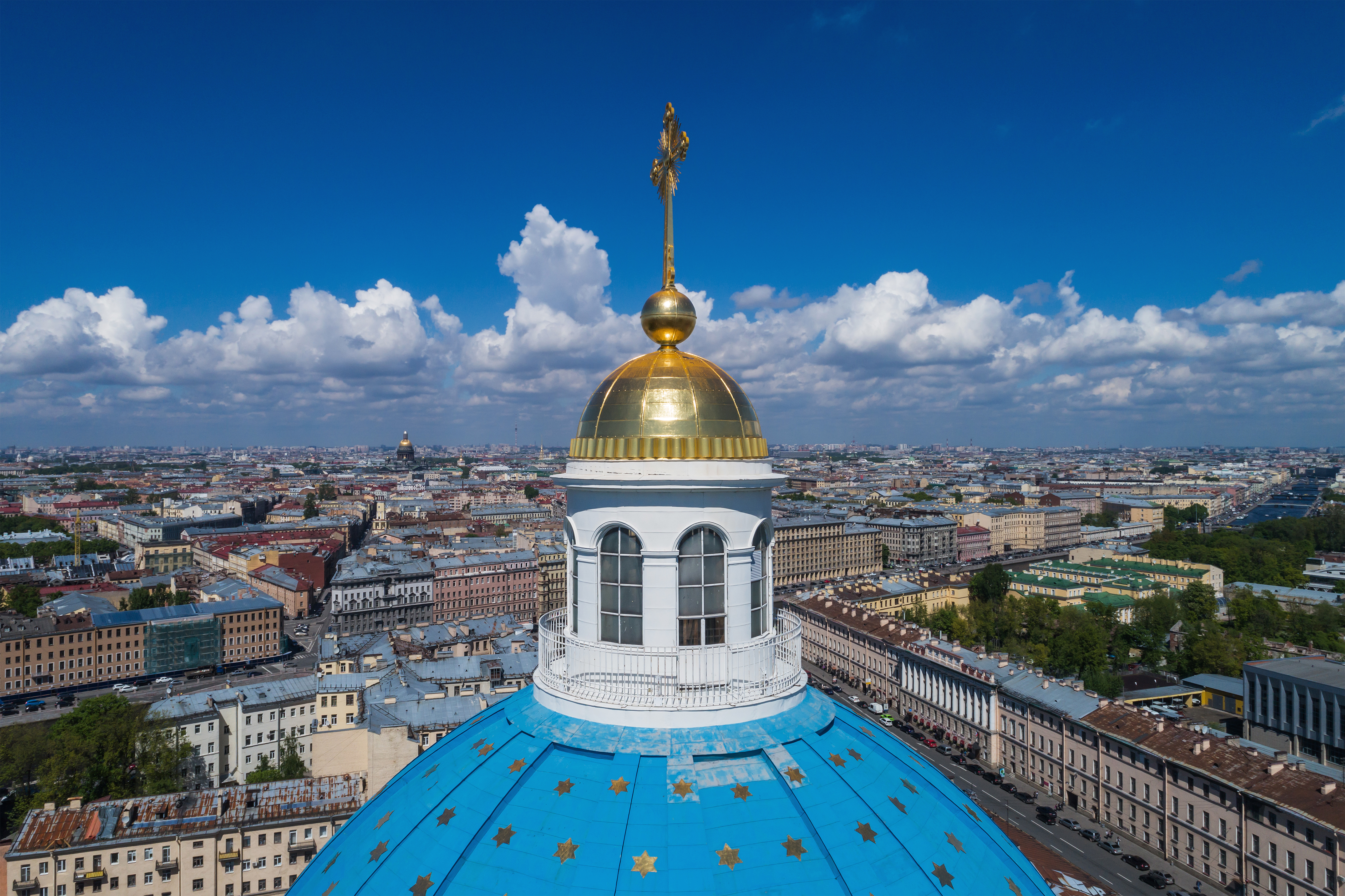
Kirchturm
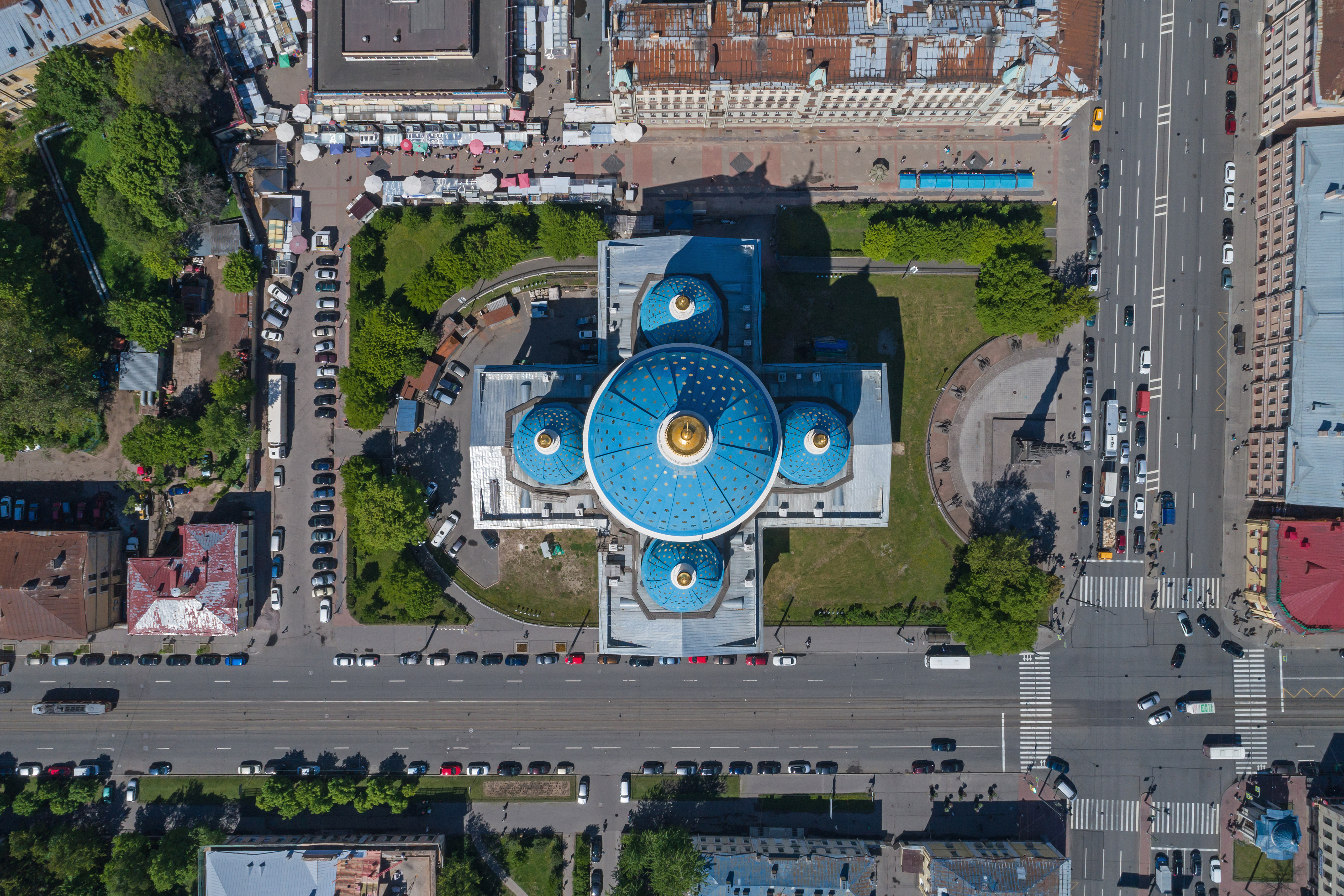
Vogelperspektive der Kathedrale